# خوزه مانوئل کالدرون
خوزه مانوئل کالدرون (زاده ۷ ژانویه ۲۰۰۰) یک بازیکن فوتبال اهل اسپانیا است. وی برای باشگاه فوتبال سن فرناندو بازی می‌کند.